# Шарошка

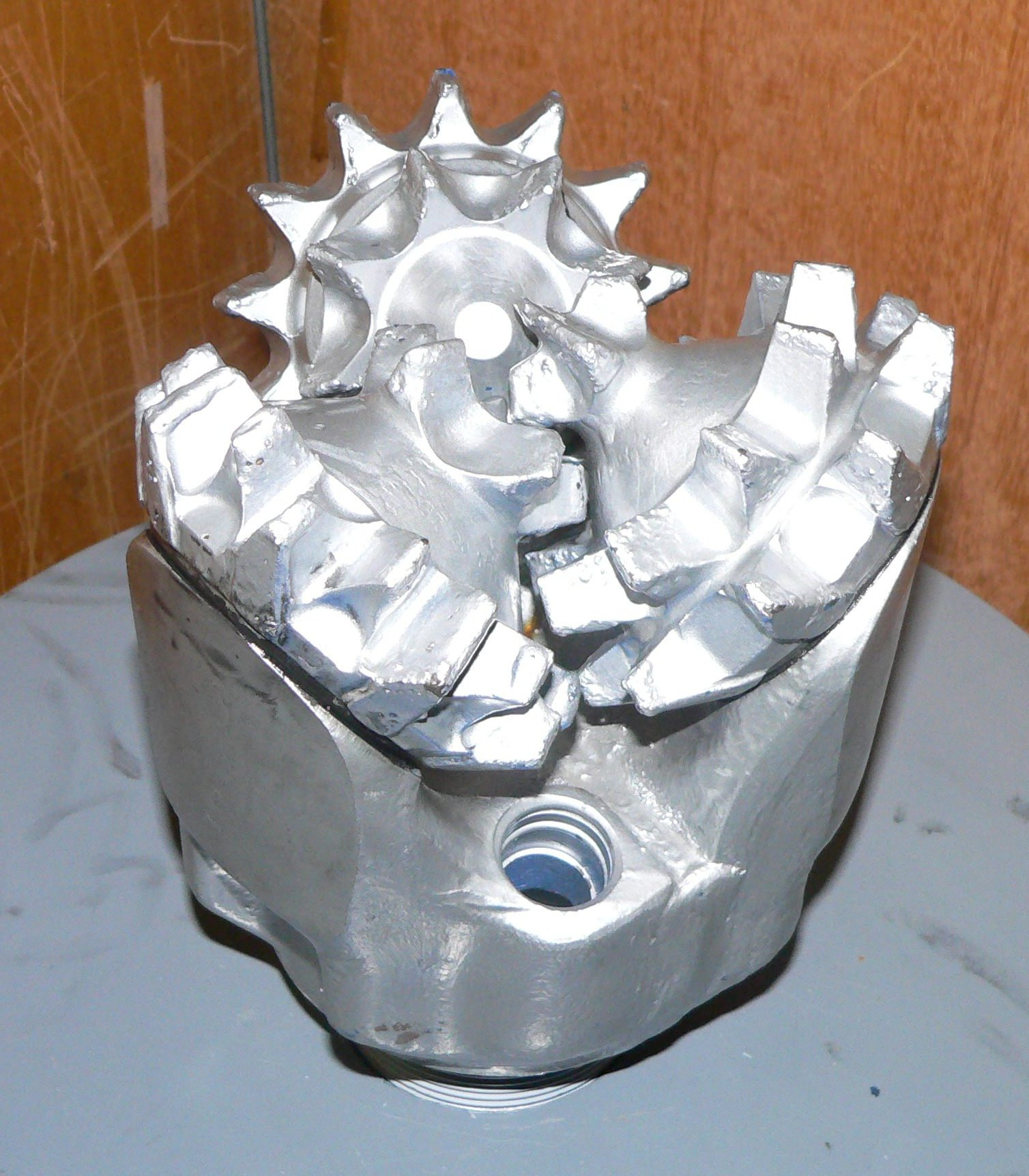
Шарошки долота

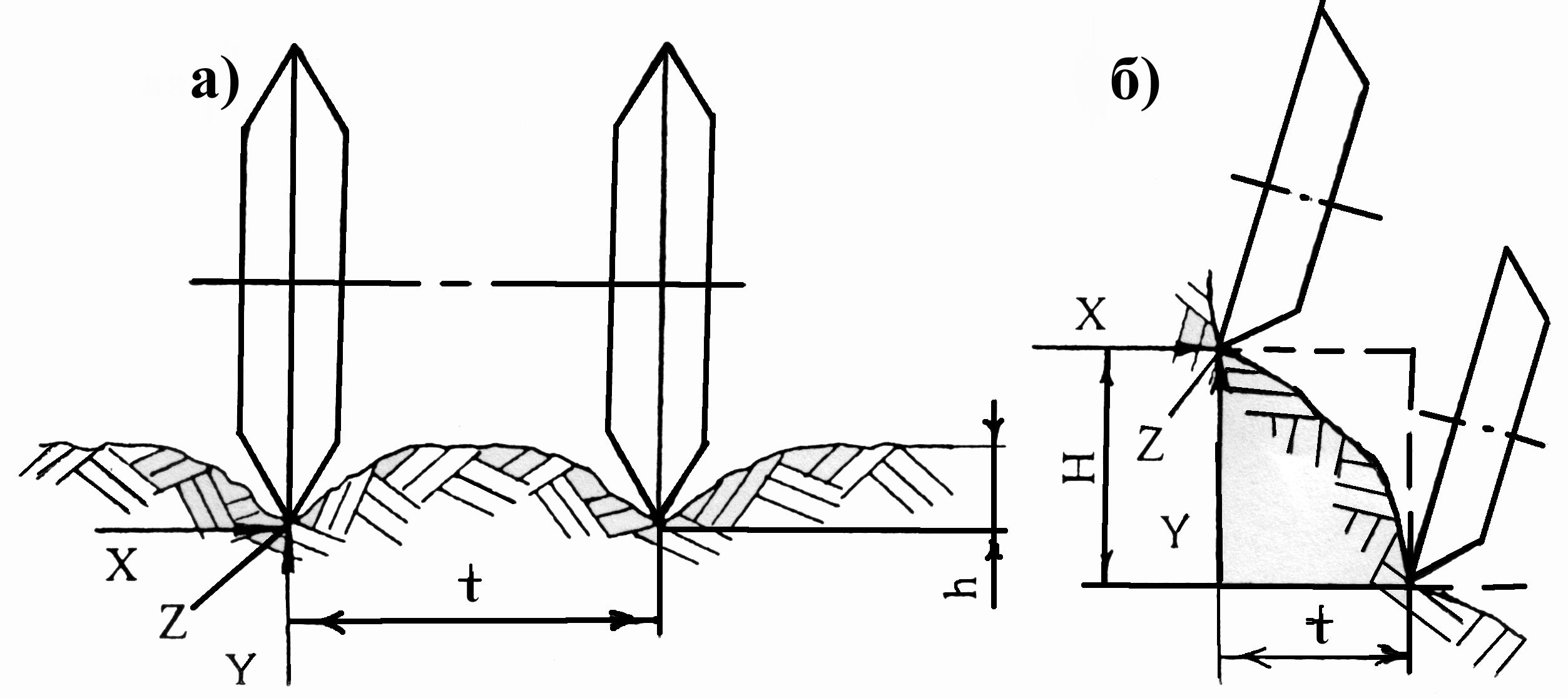
Схеми руйнування масиву гірських порід лобовими (а) і тангенціальними (б) шарошками: Z — зусилля перекочення, Y — зусилля подачі, Х — бічна сила, t — крок руйнування, h — глибина впровадження шарошки за прохід, Н — висота уступу.

Шарошка (рос. шарошка, англ. roller-bit, нім. Meisselrolle f, Rolle f) — 
- 1. У бурильній техніці — робоча частина шарошкового долота у вигляді сталевого циліндра або конуса, на поверхні якого нарізані зубці, споряджені пластинками твердого сплаву. Ш. вільно сидить на своїй осі та руйнує масив, коли котиться по його поверхні.
- 2. Робочий інструмент прохідницьких комбайнів і бурильних машин, призначений для руйнування гірських порід шляхом їх роздавлення або зрізування і роздавлення. За конструкцією корпуси шарошок можуть бути різною форми (дискові, конусні і інш.) і оснащуватися штирями або зубами. Шарошки при роботі перекочуються по поверхні вибою і впроваджуються в неї під дією зусилля подачі. При перекоченні оснащених шарошок їх контакт із вибоєм переривистий і процес руйнування складається з послідовних одиничних актів втиснення робочих виступів в поверхню гірської породи.

Руйнування масиву шарошкою може бути лобовим і тангенціальним (Рис.). Лобові шарошки працюють в лоб вибою і руйнують масив переважно роздавленням. Тангенціальні шарошки працюють в уступі і руйнують масив зрізуванням і роздавленням. При застосуванні тангенціальних шарошок з підрізною схемою руйнування внаслідок наявності додаткової оголеної поверхні енергоємність процесу руйнування на 20-30 % нижче, ніж при використанні лобових шарошок.